# Château de la Lézière
Le château de la Lézière ou encore château de la Lisière est un château français situé à Maisoncelles-du-Maine et Villiers-Charlemagne, dans le département de la Mayenne et la région des Pays de la Loire. Il date du XIXe siècle. 

## Histoire
Il s'agissait d'un ancien fief et domaine relevant de Forges.. L'abbé Angot indique un Castel carré, cantonné de quatre tourelles, belvédère ; portes et fenêtres en arc brisé.
Bouvet, capitaine de Chouans, fils du métayer de la Grande-Haie du Villiers-Charlemagne, à la tête de vingt hommes, y fait des réquisitions, le 13 septembre 1799.

## Sources et bibliographie
- « Château de la Lézière », dans Alphonse-Victor Angot et Ferdinand Gaugain, Dictionnaire historique, topographique et biographique de la Mayenne, Laval, A. Goupil, 1900-1910 [détail des éditions] (BNF 34106789, présentation en ligne)